# Beechcraft King Air

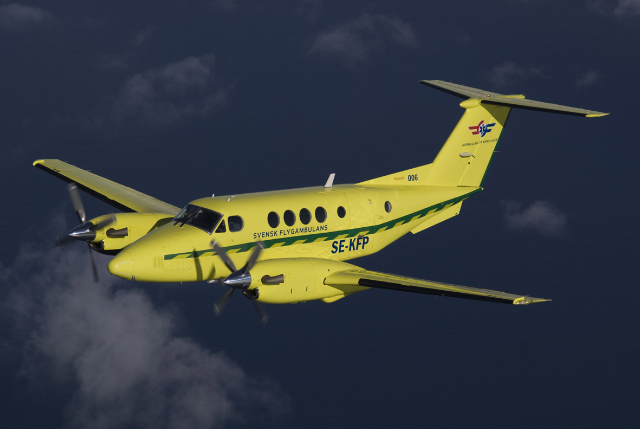
Beechcraft King Air 200, i drift av Svensk Flygambulans

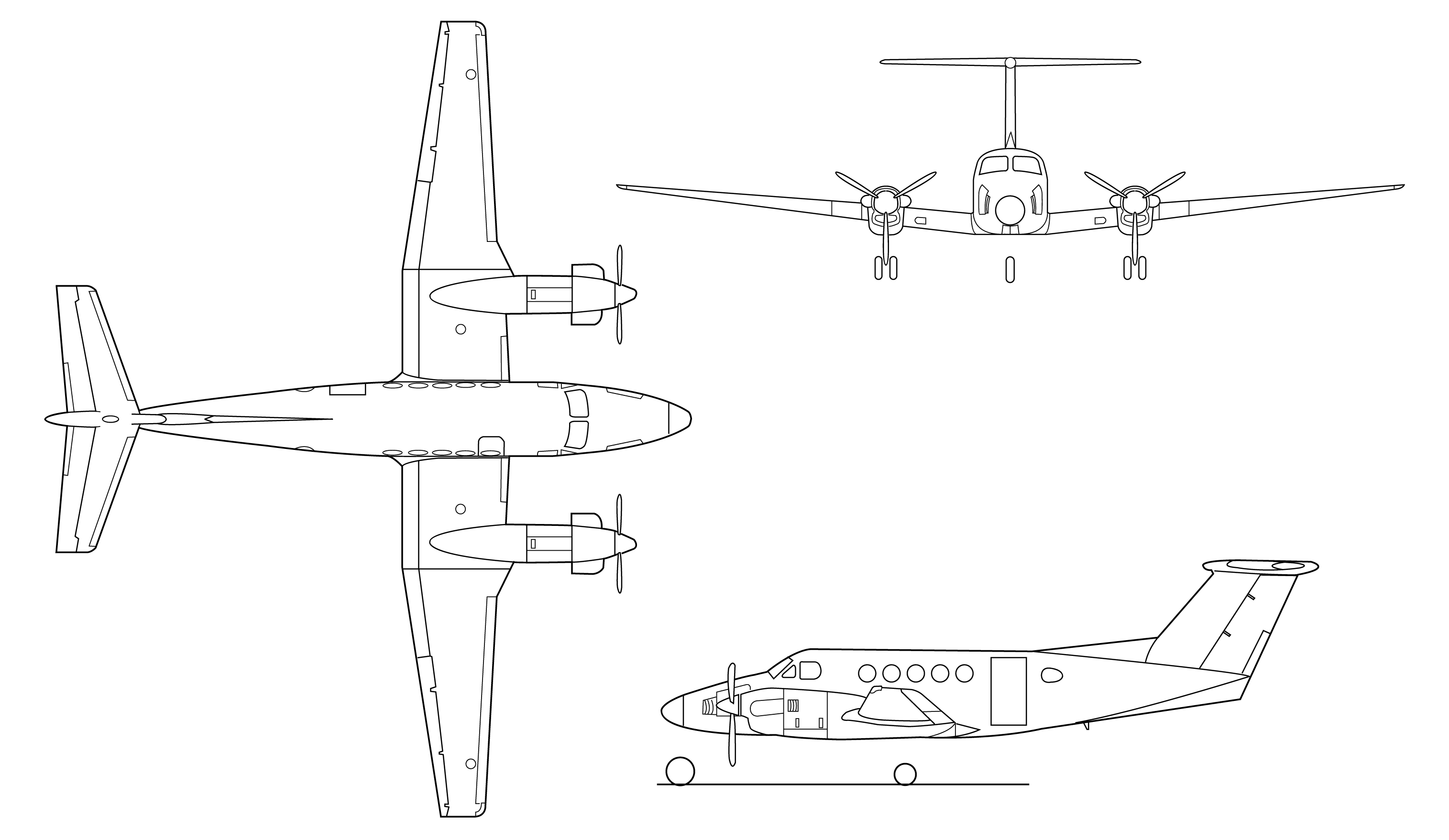
Ritning av Beechcraft King Air B200.

Beechcraft King Air/Beechcraft Super King Air är en serie typer av tvåmotoriga turbopropellerflygplan, som tillverkas av Beechcraft, som numera är en del av Hawker Beechcraft. 
Beechcraft King Air-serien består av en rad modeller, som delas in i två grupper: King Air (modellerna 90 och 100) samt Super King Air, som består av modellerna 200 och 300. De sistnämnda marknadsfördes som Super King Air till 1996.
King Air-flygplanen har varit i fortlöpande produktion sedan 1964, den längsta produktionsperioden för en civil turbopropflygplanstyp i denna storleksklass.

## Tp 101
Svenska flygvapnet köpte 1989 tre begagnade Super King Air 200 och 1990 ytterligare ett exemplar efter ett av de tidigare inköpta planen havererat. Flygplanet fick beteckningen Tp 101, och ersatte tidigare inhyrda Tp 87, Cessna 404 Titan. Det användes för persontransporter och för flygträning av piloter på Tp 84, Hercules.